# Umberto Allemandi
Umberto Allemandi (Torino, 9 marzo 1938) è un editore italiano.

## Biografia
Dopo gli studi presso l'Università di Torino, diventa dal 1958 al 1959 collaboratore della rivista Il dramma, dal 1959 al 1961 copywriter della società di pubblicità Armando Testa, dal 1961 al 1981 è responsabile della Giulio Bolaffi Editore di Torino: in questo periodo trasforma la casa editrice Bolaffi specializzata in filatelia in una casa editrice d'arte, a seguito dell'acquisto della Giulio Bolaffi editore da parte della Giorgio Mondadori & Associati di Milano ne diventa direttore.
Nel 1982 fonda a Torino la  Casa editrice Umberto Allemandi, di cui è direttore generale.
Per la suddetta casa editrice fonda nel 1983 il mensile Il Giornale dell'Arte, rivista edita in italiano e in altre lingue.